# Southwest National Park
Southwest National Park – największy park narodowy na Tasmanii, położony w południowo-zachodniej części wyspy; 93 km na zachód od Hobart. Powierzchnia parku wynosi 605213 ha i wchodzi w skład światowego dziedzictwa. Tasmanian Wilderness oraz część South West Wilderness zlokalizowana jest na terenie parku. 
Obszar w dużej mierze jest nie naruszony przez działalność człowieka. Ślady aborygenów tasmańskich pochodzą sprzed 25 tys. lat. 
Park założony w 1955 roku, ówcześnie pod nazwą Lake Pedder National Park. W ciągu kolejnych 35 lat istnienia, powierzchnia parku była stopniowo rozszerza; aż w 1990 roku park osiągnął współczesną powierzchnię. 
Główne osady położone w okolicy parku to: Melaleuca (zlokalizowane jest tam lokalne lotnisko), Cockle Creek oraz Strathgordon. Przez park przebiega pasmo górskie Arthur Range, z najwyższym szczytem Federation Peak (1224 m n.p.m.). 
Obszar zamieszkuje endemiczny gatunek ptaka łąkówka krasnobrzucha (Neophema chrysogaster).